# Провинциальный игрок
«Провинциальный игрок» — компьютерная игра в жанре симулятора бильярда с элементами квеста, разработанная студией GershWin Research Group и изданная компанией «Акелла» в 1999 году.
В 2004 году вышло продолжение игры, названное «Провинциальный игрок 2: Возвращение игрока».

## Игровой процесс
«Провинциальный игрок» представляет собой симулятор бильярда с элементами квеста. Сюжет подаётся в виде комиксов практически без использования анимации. В начале игры у главного героя есть 50 долларов. Портье даёт ему наводку на бильярдные клубы, после чего игрок отправляется по указанному адресу и выбирает партнёров по игре. Обыграв несколько человек и заработав денег, игрок возвращается в отель и выбирает следующий клуб. Всего для выбора доступно пять клубов разной дороговизны. В случае, если игрок проиграет все свои деньги, он может заложить что-то из своих вещей в ломбарде. Цель игры — заработать 500 долларов и принять участие в турнире, проводящемся в шестом клубе «Золотой козёл».
Партии в бильярд проходят с видом сверху. Игрок выбирает шар, по которому хочет ударить, после чего настраивает направление и силу удара. В игре представлено три вида бильярда: американка, снукер и карамболь.
В «американке» на стол выставляется 16 шаров одного цвета: 15 в пирамиду, а шестнадцатый является битком, по которому производится удар кием. После первого удара битком может стать любой шар по выбору игрока. Загонение шара в лузу приносит игроку очко, а если биток попал в лузу или не коснулся других шаров, то игроку начисляется штраф — противник получает одно очко. Цель игры — набрать 8 очков.
В «снукере» на стол выставляется 22 шара: 15 красных и по одному белому, жёлтому (2 очка), зелёному (3 очка), коричневому (4 очка), синему (5 очков), розовому (6 очков) и чёрному (7 очков). Битком на протяжении всей партии является белый шар. Цветные шары приносят больше очков или начисляют больше штрафа, в зависимости от стадии партии; кроме того, в случае попадания в лузу, цветные шары не изымаются из игры, а выставляются обратно на стол. Партия делится на три этапа. На первом этапе игроки должны загонять красные шары в лузы; если в лузу попадает шар другого цвета, или если биток касается шара другого цвета, игрок штрафуется. Если игроку не получается загнать в лузу красный шар, ход переходит к сопернику, а если удаётся, то целью игроков становятся уже цветные шары, приносящие несколько очков за раз. После успешного перемещения цветного шара в лузу, целью снова становятся красные шары. Второй этап начинается, когда на столе не остаётся красных шаров; на этом этапе игроки должны забивать шары в порядке возрастания ценности, от жёлтого к чёрному. Успешно загнанные в лузу шары изымаются из игры. На третьем этапе на стол заново выставляется один чёрный шар, который игроки должны загнать в лузу. Выигрывает игрок, набравший наибольшее количество очков. Если по результатам третьего этапа у игроков оказывается равное количество очков, этот этап повторяется.
Партия в «карамболью ведётся на столе без луз. В игре присутствуют три шара — белый, красный и жёлтый; для одного игрока битком является белый шар, для другого — жёлтый. Цель игры — выполнять карамболь: биток игрока должен задеть два других шара, причём между касаниями биток должен хотя бы один раз отразиться от борта стола. В случае успешной карамболи игрок получает одно очко и право повторного хода. Игра ведётся до 15 очков.
Кроме бильярда игрок также может сыграть в кости или сделать ставку на слот-машине. По ходу прохождения игрок может заменить себе кий на более длинный, что упростит прицеливание при ударах.
Помимо сюжетной кампании, в игре присутствует режим «пробная игра», представляющий собой одну партию в бильярд, которую в том числе можно разыграть с другим человеком в режиме hot seat. Многопользовательского режима по сети в игре нет.

## Сюжет
Главный герой, профессиональный игрок в бильярд Артур Билли по прозвищу «Арт», путешествовал по России. Однажды он заехал в небольшой городок Козюльск, называющий себя «столицей мирового бильярда». Остановившись в гостинице, герой узнаёт, что в городе ежегодно проводится открытый турнир по бильярду с большим призовым фондом, однако для участия необходим взнос в размере 500 долларов. Нужной суммы у героя не оказывается, и он решает начать с игры в любительских клубах, дабы потренироваться и заработать денег.

## Разработка и выпуск
«Провинциальный игрок» стал дебютным проектом ярославской студии GershWin Research Group. Разработку возглавлял Вадим Козюлин, ранее работавший на телевидении. Изначально студия планировала выпустить простой симулятор бильярда, но, пообщавшись с художниками и посмотрев их работы, разработчики решили делать игру с более разветвлённым сюжетом. Издателем выступила компания «Акелла».

## Критика
| Русскоязычные издания | Русскоязычные издания |
| Издание               | Оценка                |
| --------------------- | --------------------- |
| «Игромания»           | 8,9/10                |
| «НИМ»                 | 7,4/10                |

Алексей Матвеев из «Игромании» оценил игру в 8,9 баллов из 10, порекомендовав её «для всех поклонников русского бильярда и смешных квестов». Константин Подстрешный из «Навигатора игрового мира» оценил игру в 7,4 балла из 10, заключив: «авторы взяли интересную идею, облекли её в приятную графику, добавили здоровую толику нездорового отечественного юмора, и из банального симулятора бильярда получилась чисто российская прикольнейшая и интересная пацанская игра». Наталия Дубровская из Game.EXE раскритиковала отсутствие полноценного многопользовательского режима, но отметила, что «поиграть „в комиксе“ — сплошное удовольствие» и порекомандовала игру читателям.